# Challenge Antoine-Béguère
 (avril 2025).

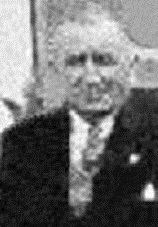
Antoine Béguère, en 1948.

Le Challenge Antoine-Béguère est un tournoi de rugby à XV organisé par le club du FC Lourdes, par le biais d'invitations d'équipes de première division à l'origine. Ce challenge a été créé en 1961, afin de commémorer la mort d’Antoine Béguère, entrepreneur, maire de Lourdes, et président du FC lourdais durant les années dorées de l’après-guerre. 
Actuellement, ce sont des clubs de Fédérale qui sont invités et qui envoient parfois leurs équipes B. En 2006, la phase finale s'est tenue à Lourdes (demi-finales et finale) pour des matches disputés en deux fois vingt minutes.

## 1961
La première édition du Challenge fut demandé par le club du FC Lourdes auprès de la FFR afin de faire jouer les clubs éliminés en huitièmes de finale du Championnat de France. Ainsi, sur les huit éliminés, cinq répondent à l'invitation.
Ces cinq clubs ainsi que Graulhet, éliminé quant à lui en seizième de finale seront répartis en deux poules de trois en parallèle du reste des phases finales du Championnat.

### Poule A
| no | Club               | Pts | J | V | N | D | PM | PC | Diff |
| -- | ------------------ | --- | - | - | - | - | -- | -- | ---- |
| 1  | FC Lourdes         | 6   | 2 | 2 | 0 | 0 | 50 | 28 | 22   |
| 2  | Stade cadurcien    | 4   | 2 | 1 | 0 | 1 | 47 | 29 | 18   |
| 3  | Stade bordelais UC | 2   | 2 | 0 | 0 | 2 | 29 | 69 |      |

| Date        | Équipe          | Score   | Équipe             | Lieu                              |
| ----------- | --------------- | ------- | ------------------ | --------------------------------- |
| 14 mai 1961 | Stade cadurcien | 38 - 10 | Stade bordelais UC | Stade Antoine-Béguère, Lourdes    |
| 21 mai 1961 | FC Lourdes      | 31 - 19 | Stade bordelais UC | Stade Lucien-Desprats, Cahors     |
| 28 mai 1961 | FC Lourdes      | 19 - 9  | Stade cadurcien    | Stade Sainte-Germaine, Le Bouscat |

### Poule B
| no | Club            | Pts | J | V | N | D | PM | PC | Diff |
| -- | --------------- | --- | - | - | - | - | -- | -- | ---- |
| 1  | Section paloise | 6   | 2 | 2 | 0 | 0 | 74 | 47 | 27   |
| 2  | SC Graulhet     | 4   | 2 | 1 | 0 | 1 | 55 | 51 | 4    |
| 3< | FC Auch         | 2   | 2 | 0 | 0 | 2 | 26 | 57 |      |

| Date        | Équipe          | Score   | Équipe      | Lieu                             |
| ----------- | --------------- | ------- | ----------- | -------------------------------- |
| 14 mai 1961 | SC Graulhet     | 21 - 13 | FC Auch     | Stade de la Croix du Prince, Pau |
| 21 mai 1961 | Section paloise | 36 - 13 | FC Auch     | Stade de Crins, Graulhet         |
| 28 mai 1961 | Section paloise | 38 - 24 | SC Graulhet | Stade du Moulias, Auch           |

Les deux premiers des poules s'affrontent alors en finale qui a lieu à Pau.
| Date          | Équipe          | Score | Équipe     | Lieu                             |
| ------------- | --------------- | ----- | ---------- | -------------------------------- |
| 1er juin 1961 | Section paloise | 9 - 5 | FC Lourdes | Stade de la Croix du Prince, Pau |

## Palmarès
| Saison | Vainqueur                     | Score      | Finaliste           |
| ------ | ----------------------------- | ---------- | ------------------- |
| 1961   | Section paloise               | 9 - 5      | FC Lourdes          |
| 1962   | FC Lourdes                    | 35 - 8     | AS Béziers          |
| 1963   | FC Lourdes                    | 5 - 3      | Cahors Rugby        |
| 1964   | AS Béziers                    | 6 - 3      | Stade montois       |
| 1965   | Stadoceste tarbais            | 6 - 3      | Section paloise     |
| 1966   | RC Narbonne                   | 3 - 0      | FC Lourdes,         |
| 1967   | FC Lourdes                    | 8 - 0      | USA Perpignan       |
| 1968   | Stade toulousain              | 24 - 14    | Stadoceste tarbais, |
| 1969   | Stade toulousain              | 6 - 5      | Stadoceste tarbais, |
| 1970   | Section paloise               | 17 - 13    | Stade toulousain    |
| 1971   | US Montauban                  | 28 - 5     | Section paloise     |
| 1972   | Stade toulousain              | 13 - 3     | Stadoceste tarbais  |
| 1973   | CA Brive                      | 6 - 4      | Stade toulousain    |
| 1974   | FC Lourdes                    | 15 - 12    | Castres olympique   |
| 1975   | Stade toulousain              | 12 - 11    | FC Auch             |
| 1976   | FC Lourdes                    | 12 - 3     | SC Graulhet         |
| 1977   | FC Lourdes                    | 33 - 24    | US Montauban        |
| 1978   | Stadoceste tarbais            | 25 - 0     | RC Toulon           |
| 1979   | RC Narbonne                   | 25-6       | RC Toulon           |
| 1980   | RC Narbonne                   | 22-16      | Biarritz olympique  |
| 1981   | Castres olympique             | -          | FC Lourdes          |
| 1982   | US Carcassonne                | 23 - 4     | CA Bègles           |
| 1983   | US Dax                        | 20 - 17    | Stade toulousain    |
| 1984   | Stade toulousain              | 19 - 12    | Stadoceste tarbais  |
| 1985   | -                             | Non achevé | -                   |
| 1986   | -                             | Non achevé | -                   |
| 1987   | Section paloise               | 22 - 21    | Stadoceste tarbais  |
| 1988   | USA Perpignan                 | 36 - 3     | FC Lourdes          |
| 1989   | -                             | Non achevé | -                   |
| 1990   | FC Lourdes                    | 21-12      | Biarritz olympique  |
| 1991   | Biarritz olympique            | 19 - 13    | Section paloise     |
| 1992   | -                             | -          | -                   |
| 1993   | US Marmande                   | 15 - 13    | Section paloise     |
| 1994   | Stadoceste tarbais            | 12 - 9     | FC Lourdes          |
| 1995   | -                             | -          | -                   |
| 1996   | -                             | -          | -                   |
| 1997   | Rugby Club de Louey Marquisat | -          | -                   |
| 1998   | -                             | -          | -                   |
| 1999   | -                             | -          | -                   |
| 2000   | -                             | -          | -                   |
| 2001   | -                             | -          | -                   |
| 2002   | -                             | -          | -                   |
| 2003   | -                             | -          | -                   |
| 2004   | -                             | -          | -                   |
| 2005   | -                             | -          | -                   |
| 2006   | -                             | -          | -                   |